# 大野海苔
 マル一大野海苔株式会社（まるいちおおののり - ）は、海苔の製造・販売を行う食品会社。

## 沿革
- 1940年 - 大野商店を開業。
- 1970年 - 海苔加工部門としてマル一大野海苔株式会社を設立。
- 1994年 - マリンピア沖洲内へ移転。

## 会社概要
- 所在地：〒770-0873 徳島県徳島市東沖洲2丁目24
- 代表取締役：大野正次
- 創業：1940年（昭和15年）
- 設立：1970年（昭和45年）